# سیمونه ولاسکو

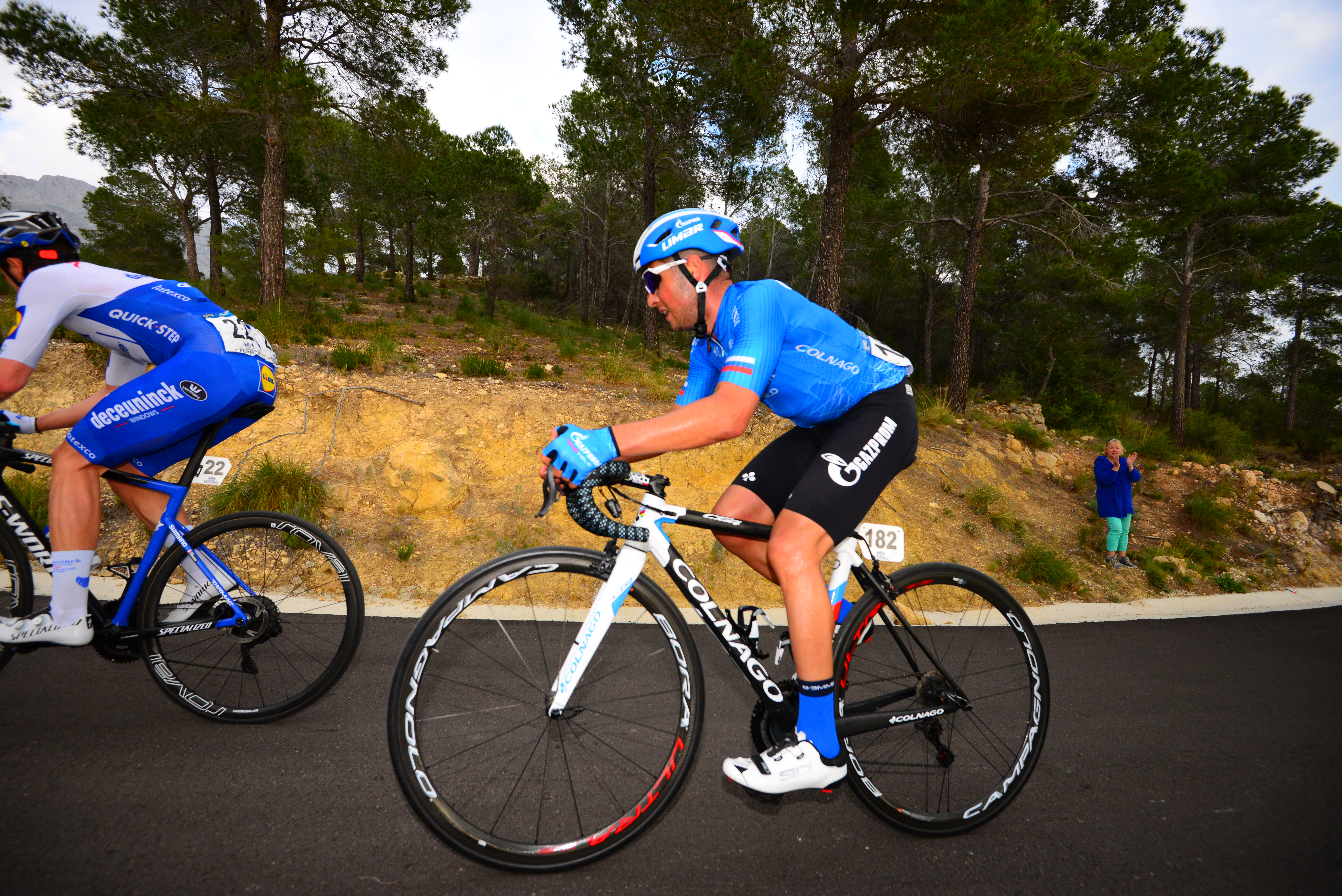
سیمونه ولاسکو در سال ۲۰۲۰

سیمونه ولاسکو (ایتالیایی: Simone Velasco؛ زادهٔ ۲ دسامبر ۱۹۹۵) دوچرخه‌سوار اهل ایتالیا است.

## باشگاهی
از باشگاه‌هایی که در آن رکاب زده‌است می‌توان به باردیانی–سی‌اس‌اف اشاره کرد.